# 露絲·韓德森
露絲·韓德森·納德勒（Rose Henderson Nadler），是美國廣播公司懸疑類電視連續劇《迷失》的角色之一，由L·斯科特·卡特威尔（L. Scott Caldwell）飾演。